# Jordan Kolev
Jordan Kolev (in bulgaro Йордан Колев?; Botevgrad, 22 maggio 1964) è un ex cestista bulgaro.

## Carriera
Con la Bulgaria ha disputato tre edizioni dei Campionati europei (1985, 1989, 1991).